# Lijst van schilderijen in het Rijksmuseum Amsterdam/Qn-Qz
Lijst van schilderijen in het Rijksmuseum Amsterdam met werken van schilders van wie de achternaam begint met de letters Qn t/m Qz. Vermeldingen in het grijs geven aan dat het werk geen deel meer uitmaakt van de collectie van het Rijksmuseum, bijvoorbeeld omdat het in bruikleen gegeven is aan een andere instelling of omdat het teruggegeven is aan de bruikleengever.
| Inventarisnummer | Toeschrijving                                                      | Titel | Datering  | Afbeelding |
| ---------------- | ------------------------------------------------------------------ | --- | --------- | ---------- |
| SK-A-1298        | Pieter Quast                                                       | Kaartspelers met een pijprokende vrouw                                                                                    | 1630-1647 |            |
| SK-A-1756        | Pieter Quast                                                       | De voetoperatie | 1630-1647 |            |
| SK-A-1436        | Jan Maurits Quinkhard                                              | Portret van Jan Henry van Heemskerck, graaf van het Heilige Roomse Rijk, heer van Achttienhoven, Den Bosch en Eyndschoten | 1710-1730 |            |
| SK-A-1354        | Jan Maurits Quinkhard                                              | Portret van Isaac Verburg                                                                                                 | 1725      |            |
| SK-A-4818        | Jan Maurits Quinkhard                                              | Portret van David Leeuw                                                                                                   | 1729      |            |
| SK-A-4521        | Jan Maurits Quinkhard                                              | Portret van Walter Senserff Zie Rotterdamse VOC-serie                                                                     | 1731-1772 |            |
| SK-C-81          | Jan Maurits Quinkhard                                              | Portret van zes overlieden van het chirurgijnsgilde                                                                       | 1732      |            |
| SK-A-4553        | Jan Maurits Quinkhard                                              | Portret van Matheus de Casteleyn zie Panpoeticon Batavum                                                                  | 1732-1771 |            |
| SK-A-4554        | Jan Maurits Quinkhard                                              | Portret van Jason Pratensis zie Panpoeticon Batavum                                                                       | 1732-1771 |            |
| SK-A-4564        | Jan Maurits Quinkhard                                              | Portret van Jacobus Schotte zie Panpoeticon Batavum                                                                       | 1732-1771 |            |
| SK-A-4570        | Jan Maurits Quinkhard                                              | Portret van Constantijn Huygens zie Panpoeticon Batavum                                                                   | 1732-1771 |            |
| SK-A-4571        | Jan Maurits Quinkhard                                              | Portret van Willem de Groot zie Panpoeticon Batavum                                                                       | 1732-1771 |            |
| SK-A-4572        | Jan Maurits Quinkhard                                              | Portret van Cornelis Hendriksz. Udemans zie Panpoeticon Batavum                                                           | 1732-1771 |            |
| SK-A-4575        | Jan Maurits Quinkhard                                              | Portret van Johannes Fredericus Gronovius zie Panpoeticon Batavum                                                         | 1732-1771 |            |
| SK-A-4576        | Jan Maurits Quinkhard                                              | Portret van Jacob Lescaille zie Panpoeticon Batavum                                                                       | 1732-1771 |            |
| SK-A-4577        | Jan Maurits Quinkhard                                              | Portret van Matthijs Balen Jansz. zie Panpoeticon Batavum                                                                 | 1732-1771 |            |
| SK-A-4583        | Jan Maurits Quinkhard                                              | Portret van Jacob Jacobsz. Steendam zie Panpoeticon Batavum                                                               | 1732-1771 |            |
| SK-A-4593        | Jan Maurits Quinkhard                                              | Portret van Nicolaas Heinsius I zie Panpoeticon Batavum                                                                   | 1732-1771 |            |
| SK-A-4597        | Jan Maurits Quinkhard                                              | Portret van Tieleman Jansz. van Bracht zie Panpoeticon Batavum                                                            | 1732-1771 |            |
| SK-A-4598        | Jan Maurits Quinkhard                                              | Portret van Johan de Witt zie Panpoeticon Batavum                                                                         | 1732-1771 |            |
| SK-A-4602        | Jan Maurits Quinkhard                                              | Portret van Frans Godin zie Panpoeticon Batavum                                                                           | 1732-1771 |            |
| SK-A-4604        | Jan Maurits Quinkhard                                              | Portret van Joost van Geel zie Panpoeticon Batavum                                                                        | 1732-1771 |            |
| SK-A-4607        | Jan Maurits Quinkhard                                              | Portret van Aernout van Overbeke zie Panpoeticon Batavum                                                                  | 1732-1771 |            |
| SK-A-4609        | Jan Maurits Quinkhard                                              | Portret van Petrus Schaak zie Panpoeticon Batavum                                                                         | 1732-1771 |            |
| SK-A-4616        | Jan Maurits Quinkhard                                              | Portret van Gijsbert Tijssens zie Panpoeticon Batavum                                                                     | 1732-1771 |            |
| SK-A-4618        | Jan Maurits Quinkhard                                              | Portret van Frans van Steenwijk zie Panpoeticon Batavum                                                                   | 1732-1771 |            |
| SK-A-4620        | Jan Maurits Quinkhard                                              | Portret van Abraham de Haen zie Panpoeticon Batavum                                                                       | 1732-1771 |            |
| SK-A-4621        | Jan Maurits Quinkhard                                              | Portret van Lucas Pater zie Panpoeticon Batavum                                                                           | 1732-1771 |            |
| SK-A-4625        | Jan Maurits Quinkhard                                              | Portret van Bernardus de Bosch I zie Panpoeticon Batavum                                                                  | 1732-1771 |            |
| SK-A-4626        | Jan Maurits Quinkhard                                              | Portret van Nicolaas Willem op den Hooff zie Panpoeticon Batavum                                                          | 1732-1771 |            |
| SK-A-4831        | Jan Maurits Quinkhard                                              | Portret van Jan Harmensz. de Marre zie Panpoeticon Batavum                                                                | 1732-1771 |            |
| SK-A-4863        | Jan Maurits Quinkhard                                              | Portret van Hendrik van der Zande zie Panpoeticon Batavum                                                                 | 1732-1771 |            |
| SK-A-4559        | Jan Maurits Quinkhard                                              | Portret van Theodorus Velius zie Panpoeticon Batavum                                                                      | 1732-1771 |            |
| SK-A-1503        | Jan Maurits Quinkhard                                              | Portret van Pier Winsemius zie Panpoeticon Batavum                                                                        | 1732-1771 |            |
| SK-A-1509        | Jan Maurits Quinkhard                                              | Portret van een man, misschien een lid van de familie Klinkhamer                                                          | 1738      |            |
| SK-C-82          | Jan Maurits Quinkhard                                              | Groepsportret van zeven overlieden van het Chirurgijnsgilde                                                               | 1738      |            |
| SK-A-4549        | Jan Maurits Quinkhard                                              | Portret van Gustaaf Willem Baron van Imhoff Zie Portrettengalerij van de gouverneurs-generaal van Nederlands-Indië        | 1742      |            |
| SK-A-791         | Jan Maurits Quinkhard                                              | Portretten van Bernardus de Bosch I en Margaretha van Leuvenigh                                                           | 1743      |            |
| SK-A-792         | Jan Maurits Quinkhard                                              | Portretten van Bernardus de Bosch I en Margaretha van Leuvenigh                                                           | 1743      |            |
| SK-A-3954        | Jan Maurits Quinkhard                                              | Portret van een man | 1744      |            |
| SK-C-83          | Jan Maurits Quinkhard                                              | Portret van vier overlieden van het Chirurgijnsgilde                                                                      | 1744      |            |
| SK-A-1269        | Jan Maurits Quinkhard                                              | Portret van Margaretha Trip                                                                                               | 1754      |            |
| SK-A-1270        | Jan Maurits Quinkhard                                              | Portret van Jan van de Poll met zijn zoontje Harman                                                                       | 1755      |            |
| SK-C-181         | Toegeschreven aan Jan Maurits Quinkhard Naar Michiel van Mierevelt | Portret van Pieter Cornelisz. Hooft                                                                                       | 1703-1772 |            |
| SK-A-325         | Julius Henricus Quinkhard                                          | Een violist en een fluitist musicerend                                                                                    | 1755      |            |
| SK-A-324         | Julius Henricus Quinkhard                                          | Zelfportret met zijn vader en leermeester Jan Maurits Quinkhard naast hem staande                                         | 1757      |            |